# Pseudomicrocara minor
Pseudomicrocara minor es una especie de coleóptero de la familia Scirtidae.

## Distribución geográfica
Habita en (Australia).